# Dexter Darden
Dexter Darden (* 24. Juni 1991 in Camden, New Jersey) ist ein US-amerikanischer Schauspieler, der durch die Rolle des Frypan aus dem Film Maze Runner – Die Auserwählten im Labyrinth Bekanntheit erlangte. Die Rolle spielte er auch in den zwei erschienenen Fortsetzungen.

## Leben und Karriere
Dexter Darden wurde in der Stadt Camden, im US-Bundesstaat New Jersey, geboren. Ab dem Alter von drei Jahren war er schon Mitglied im Kirchchor. Sein Vater verstarb bereits als Darden neun Jahre alt war. Ein Schausspielcampleiter entdeckte früh Dardens Talent und ermöglichte ihm Auftritte auf großen Theaterbühnen, auch mit gemeinnützigen Hintergründen, etwa dem Sammeln von Spendengeldern für krebskranke Kinder.
Seine erste Schauspielrolle vor der Kamera übernahm Darden 2006 in dem Film My Brother. Von da an wirkte er in einigen kleineren Filmen und in einigen Gastrolle im Fernsehen mit, etwa in Pour Paul, Cougar Town oder Victorious. 2012 konnte er durch die Rolle des Walter Hill im Film Joyful Noise, an der Seite von Queen Latifah, Dolly Parton, Keke Palmer und Courtney B. Vance, seine Bekanntheit steigern. Der Durchbruch gelang ihm schließlich als Frypan im Maze Runner – Die Auserwählten im Labyrinth aus dem Jahr 2014, den er auch in den beiden Fortsetzungen, Maze Runner – Die Auserwählten in der Brandwüste (2015) und Maze Runner – Die Auserwählten in der Todeszone (2018), darstellte.
Auch im Bereich des Modelns und des Tanzens hat Darden Erfolge vorzuweisen. Dazu kommen gelegentlich Engagements in Werbespots und Auftritte in eigener Person im US-Fernsehen.

## Filmografie (Auswahl)
- 2006: My Brother
- 2008: Minutemen – Schüler auf Zeitreise (Minutemen)
- 2008: Cadillac Records
- 2009: Pour Paul (Fernsehserie, Episode 1x17)
- 2010: Cougar Town (Fernsehserie, Episode 1x23)
- 2010: Victorious (Fernsehserie, Episode 1x08)
- 2010: Standing Ovation
- 2012: Joyful Noise
- 2012: Strawberry Summer (Fernsehfilm)
- 2013: Geography Club
- 2014: Maze Runner – Die Auserwählten im Labyrinth (The Maze Runner)
- 2015: Maze Runner – Die Auserwählten in der Brandwüste (Maze Runner: The Scorch Trials)
- 2016: Making Moves (Fernsehserie, 9 Episoden)
- 2016: Kingdom Geek (Fernsehserie, Episode 1x10)
- 2017–2021: Bronzeville (Fernsehserie, 2 Episoden)
- 2018: Maze Runner – Die Auserwählten in der Todeszone (Maze Runner: The Death Cure)
- 2018: Burden
- 2018: To The Beat!
- 2020: Son of the South
- 2020: The Binge
- 2020–2021: Saved by the Bell (Fernsehserie, 20 Episoden)